# Robert Haimer
Robert Haimer (Los Angeles, 2 marzo 1954 – Los Angeles, 4 marzo 2023) è stato un cantante e musicista statunitense.
Fu membro del duo musicale Barnes & Barnes insieme a Bill Mumy sotto lo pseudonimo di Artie Barnes.

## Biografia
Haimer e Bill Mumy si conoscevano fin da piccoli e avevano provato a esibirsi con i loro strumenti.
Dopo che Mumy finì di recitare nella serie televisiva Lost in Space, i due fondarono il duo musicale Barnes & Barnes.
Haimer e Mumy hanno lavorato a lungo tempo tra gli anni '80 e '90 con il gruppo  America aiutando spesso i due membri, Gerry Beckley e Dewey Bunnell, nella composizione di alcuni brani per i loro album venendo citati nei crediti proprio di questi. Tra i più relativamente noti della seconda fase degli America c'è "(Can't Fall Asleep To A) Lullaby" composta insieme a Bunnell e Steve Perry
Ha venduto molti dei suoi CD demo su eBay ed è iscritto su YouTube sotto il nickname "Artie".
Nel 2006 pubblicò l'album The Essential Robert Haimer, un album compilation di alcuni suoi demo musicali da solsita.

## Discografia solista
- 2004: 1978
- 2004: 1977
- 2004: 1976
- 2004: 1979
- 2004: 1980
- 2004: 1985 - 1986 - 1987
- 2004: 1988 - 1989
- 2004: 1982 - 1983
- 2004: 1984
- 2004: 1990
- 2005: 1991 - 1996
- 2005: The Hollywood Spectrum Tapes 1973 - 1974
- 2006: The Essential Robert Haimer